# Ascalohybris rufescens
Ascalohybris rufescens is een insect uit de familie van de vlinderhaften (Ascalaphidae), die tot de orde netvleugeligen (Neuroptera) behoort. 
Ascalohybris rufescens is voor het eerst wetenschappelijk beschreven door Navás in 1911.